# Larry Collins (tennista)
Larry Collins (...) è un ex tennista statunitense.

## Carriera
Nei tornei del Grande Slam ha ottenuto il suo miglior risultato raggiungendo i quarti di finale di doppio misto a Wimbledon nel 1971, in coppia con la connazionale Wendy Appleby.